# Comuna Malozaharîne, Solone
Malozaharîne (în ucraineană Малозахарине) este o comună în raionul Solone, regiunea Dnipropetrovsk, Ucraina, formată din satele Liknep și Malozaharîne (reședința).

## Demografie
Componența lingvistică a satului Malozaharîne
     Ucraineană (93,33%)
     Rusă (5,75%)
     Alte limbi (0,46%)
Conform recensământului din 2001, majoritatea populației satului Malozaharîne era vorbitoare de ucraineană (93,33%), existând în minoritate și vorbitori de rusă (5,75%).